# Osmylidae
Famille
Les Osmylidae sont une famille d'insectes de l'ordre des neuroptères.

## Sous-familles

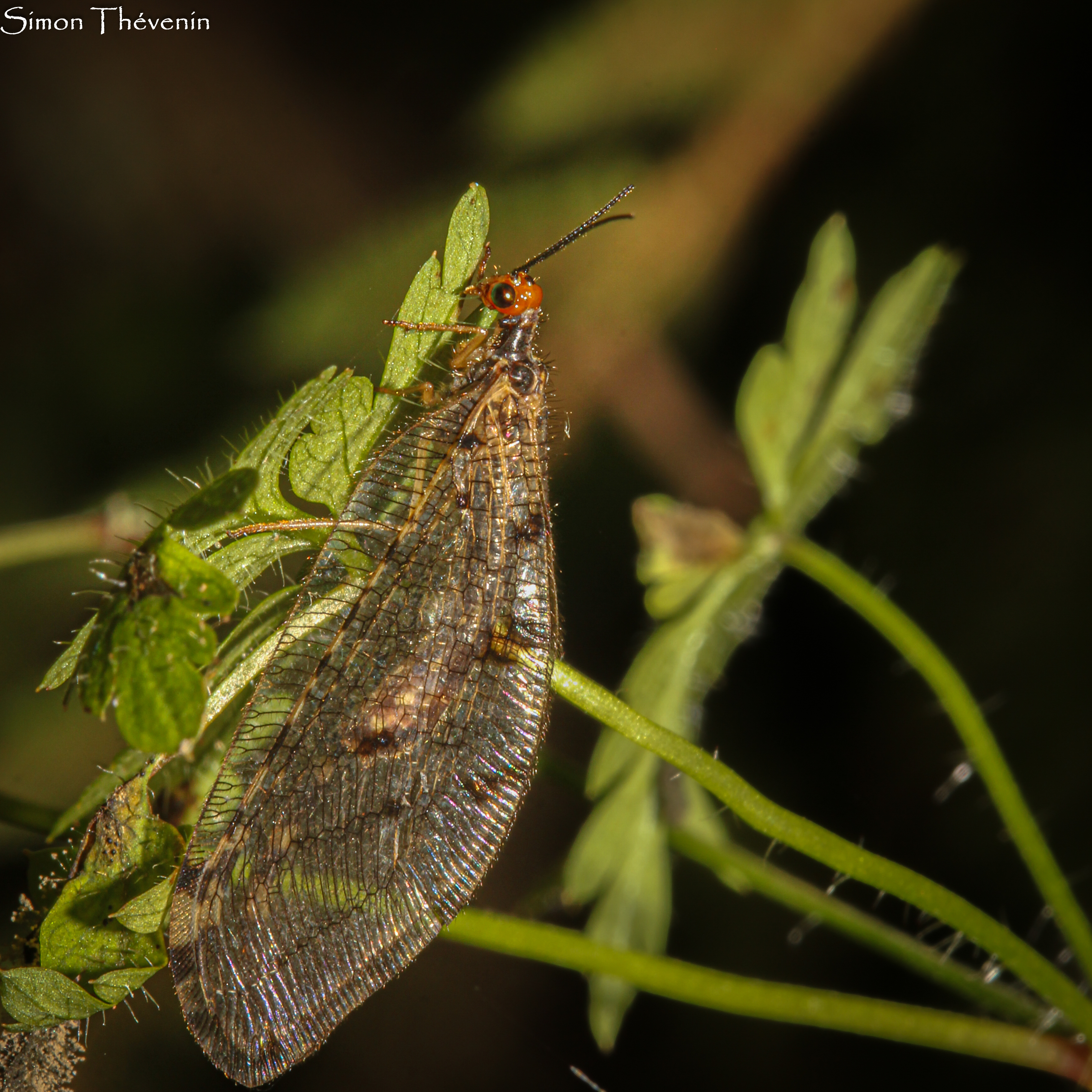
Osmylus fulvicephalus.

- Eidoporisminae
- Kempyninae
- Osmylinae
- Porisminae
- Spilosmylinae
- Stenosmylinae